# Julian Schmieder
Julian Schmieder (ur. 1979 w Karlsruhe) – niemiecki aktor telewizyjny, teatralny i filmowy.

## Wybrana filmografia
- 2006: Tatort: Außer Gefecht
- 2008: Tatort: Liebeswirren
- 2013: Telefon 110 - odc. Der Tod macht Engel aus uns allen
- 2017: Kobra – oddział specjalny - odc. Duchy przeszłości (Geister der Vergangenheit) jako Mike Wulf